# Шифрін Яків Соломонович
Яків Соломонович Шифрін (нар. 23 квітня 1920, м. Мстиславль, БРСР — 6 серпня 2019, м. Харків, Україна) — український радіофізик, фахівець в галузі теорії антен і поширення радіохвиль, засновник наукового напряму статистичної теорії антен, заслужений діяч науки і техніки України, довічний дійсний член міжнародного інституту радіоінженерів (США) (Life Fellow IEEE), доктор технічних наук, професор, почесний громадянин міста Харкова.

## Біографія
Яків Шифрін народився 23 квітня 1920 року у м. Мстиславль (Білорусь).
1925 року його родина переїхала до Ленінграда, де він 1937 року закінчив середню школу № 37 зі срібною медаллю (нині, як і до 1917 р., 2-га Санкт-Петербурзька гімназія імені Олександра І).
Після школи він продовжив навчання на фізичному факультеті Ленінградського державного університету. З початком війни пішов в Народне ополчення Ленінграда, звідки наприкінці серпня 1941 його було направлено на навчання до Військової Червонопрапорної академії зв'язку імені С. М. Буденного (ВЧАЗ).
Влітку й восени 1943 року брав участь у боях за звільнення України на Третьому Українському фронті. Після закінчення 1944 році радіофакультету ВЧАЗ і коротких курсів по радіолокації його було призначено командиром однієї з нових батарей станцій гарматного наведення (СГН), яка до кінця війни брала участь у бойових діях.
У період з 1946 по 1948 він викладав радіолокацію в Житомирському училищі зенітної артилерії.
1948—1980  Яків Шифрін працював в Артилерійській радіотехнічній академії, що пізніше іменувалась Військова інженерна радіотехнічна академія ППО імені Л. А. Говорова.
1952 року ним була захищена кандидатська дисертація, а 1965 році — докторська дисертація.
З 1957 року він обіймав посаду завідувача кафедри антен і поширення радіохвиль в Артилерійській радіотехнічній академії.
1961 йому присвоїли звання полковник-інженер.
З 1980 по лютий 2019 року працював в Харківському національному університеті радіоелектроніки, де обіймав посади професора, завідувача кафедри технічної електродинаміки і антен (1991—1996) та головного наукового співробітника.
C квітня 2019 року був — головним науковим співробітником Національного аерокосмічного університету ім. М. Є. Жуковського «Харківський авіаційний інститут».
Яків Шифрін помер 6 серпня 2019 року у м. Харкові.

## Наукова робота
Яків Шифрін зробив фундаментальний внесок у науку з ряду напрямків сучасної радіоелектроніки та радіофізики. Він є засновником нового наукового напрямку — статистичної теорії антен (СТА) — теорії антен з випадковими джерелами.
Його монографію «Питання статистичної теорії антен» було видано англійською як «Statistical Antena Theory» (Golem Press, 1971) в США.
Також він продовжує дослідження з таких напрямів як:
- далеке тропосферне поширення радіохвиль;
- розробка теорії антен з нелінійними елементами;
- діагностика фазованих антенних решіток[3].

У 1993 році він організував Українську національну асоціацію «Антени» та ініціював перші в Україні міжнародні конференції з теорії і техніки антен.

## Творчий доробок
Він є автором понад 380 наукових робіт, серед яких 14 монографій. Під його керівництвом підготовлено близько 20 докторів та 50 кандидатів наук. Почесний професор 5 закладів вищої освіти України та Росії, Почесний доктор Харківського національного університету ім. В. М. Каразіна.

### Монографії
- Шифрин Я. С., Черный Ф. Б. и др. Экспериментальное исследование дальнего тропосферного распространения ультракоротких радиоволн / Под ред. Шифрина Я. С. — Х.: АРТА, 1964. — 103с.
- Дальнее тропосферное распространение УКВ/ Под ред. Я. С. Шифрина Б. А. Введенского, М. А. Колосова и др. — М.: Сов. Радио,1965. — 416 с.
- Шифрин Я. С. Вопросы статистической теории антенн. — М.: Сов. радио. — 1970. — 384 с. (переклад на англ. мову: Shifrin Y. S. Statistical Antenna Theory. — Golem Press, USA. — 1971. — 370 p.)
- Шифрин Я. С., Усин В. А. Основы статистической теории голографического метода определения параметров антенн // Методы измерений параметров излучающих систем в ближней зон / Под ред. Л. Д. Бахраха. — Л.: Наука., 1985. — Гл. 5. — 52 с.
- Шифрин Я. С. Статистическая теория антенн // Справочник по антенной технике. Т.1. Под ред. Я. Н. Фельда и Е. Г. Зелкина.- М., 1997. — Гл. 9. . — 57 с.

### Навчальні посібники
- Шифрин Я. С., Гукасов Ю. Г., Корниенко Л. Г. Сборник упражнений по курсу «Антенные устройства». — Х.: ВИРТА, 1970. — 49 с.
- Расчет и проектирование антенн сверхвысоких частот: Пособ. по курс. и диплом. проектированию / Я. С. Шифрин, Ю. Г. Гукасов, Л. Г. Корниенко и др. / Под. ред. проф. Я. С. Шифрина. — Х.: ВИРТА, 1971. — 285 с.
- Шифрин Я. С. Антенные устройства: Курс лекций. Ч.1. — Х.: ВИРТА, 1971. — 212 с.
- Шифрин Я. С., Гукасов Ю. Г., Базарнов П. А. Новые типы антенн: Учеб. пособие / Под. ред. проф. Я. С. Шифрина. — Х.: ВИРТА. — 1971. — 136 с.
- Шифрин Я. С. Антенные устройства: Курс лекций. Ч.1., 2-е изд. — Х.: ВИРТА, 1972. — 217 с.
- Шифрин Я. С. Антенные устройства: Курс лекций. Ч.2. — Х.: ВИРТА, 1971. — 168 с.
- Шифрин Я. С. Антенные устройства: Курс лекций. Ч.2., 2-е изд. — Х.: ВИРТА, 1973. — 168 с.
- Шифрин Я. С. Антенны миллиметрового и оптического диапазонов волн: Курс лекций. Х., 1996. — 85 с.

## Нагороди та відзнаки
- Премія імені О. С. Попова «За праці в області СТА, що зробили фундаментальний внесок у теорію та техніку антен» (1983);
- Премія «За найкращу наукову роботу» Держкомітету СРСР з народної освіти (1988);
- Заслужений діяч науки та техніки України (1991);
- Соросівського професора (1994);[4]
- Дійсний член міжнародного інституту радіоінженерів (США) — Fellow IEEE, а з 2008 року — довічний дійсний член — Life Fellow IEEE.
- Персональна стипендія Президента України (2000);
- Знак «За наукові досягнення» (2005);
- Нагорода Європейської мікрохвильової асоціації «За видатну професійну діяльність» — «EuMA Outstanding Career Award» (2014);[11]
- Pioneer Award IEEE, AESS (США) за фундаментальний внесок в радіофізику і статистичну теорію антен (2015);[12],[13]
- Почесний громадянин Харкова (2016);[4]
- Кавалер ордена князя Ярослава Мудрого V ступеня (2016);[14]
- Знак Харківської міської ради «Слобожанська слава»[15],[16]

Серед його відзнак також 5 орденів та 20 медалей.